# Speed King
Speed King è un brano dei Deep Purple contenuto nell'album Deep Purple in Rock del 1970, della formazione Mark II. È il pezzo più potente dell'album, e include grandi spazi di improvvisazione da parte dei musicisti dal gruppo, sia nella versione in studio che nelle versioni successive suonate dal vivo. Una versione live, tratta da Deep Purple in Concert, è stata pubblicata come lato-B del singolo Black Night negli Stati Uniti.

## Storia
Speed King è stata una delle prime canzoni scritte dalla formazione Mark II nel 1969. Il riff è stato proposto da Roger Glover, su richiesta di Ritchie Blackmore di un pezzo veloce e potente con cui aprire il disco.
Sebbene Speed King non sia una cover, molte parti del testo sono prese da classici, tra cui Good Golly Miss Molly, Tutti Frutti e The Battle of New Orleans. Ian Gillan scrisse infatti il testo mischiando frasi tratte da canzoni di Elvis Presley, Little Richard e Chuck Berry in ordine sparso, e infatti nelle note di presentazione della canzone si legge "Alcune radici…ripiantate" ("A few roots…replanted"). Nell'era della formazione Mark II, Speed King è stata suonata regolarmente in concerto come pezzo d'apertura o come bis, per essere poi abbandonata con il cambio di formazione.

## Versioni in studio
La versione originale britannica in studio apre con la potente introduzione strumentale in cui Blackmore fa largo uso della leva del tremolo, per lasciare poi spazio a un assolo di organo classico di Lord. Questa introduzione è stata tagliata nella versione per gli Stati Uniti, e poi riproposta parzialmente in altre versioni, tra cui quella della raccolta Deepest Purple.
La canzone inizia con la voce di Gillan che entra nelle prime due strofe, dopodiché inizia una sezione centrale strumentale basata su un botta-e-risposta tra chitarra e tastiere, uno dei marchi di fabbrica del gruppo che verrà poi sviluppato ed esteso nei concerti, e sull'assolo di chitarra basato su una frase musicale suonata molte volte in diverse tonalità sovrapposte.
Dopo gli assoli, Ian Gillan rientra per la terza strofa e per il finale, potente improvvisazione simile all'introduzione del brano.
Esiste anche una "Piano version" di "Speed King" (early take) sulla raccolta The Deep Purple Singles A's and B's e su Deep Purple in Rock 25th anniversary edition.

## Versioni live
Nei concerti la canzone viene estesa a 10–15 minuti lasciando un grande spazio alle improvvisazioni e agli assoli.
Nei concerti attuali dopo la parte di botta e risposta tra chitarra e tastiere viene proposto un assolo di basso seguito da un assolo di batteria, seguita spesso da richiami di canzoni rock degli anni 50 e da un altro marchio di fabbrica del gruppo, un botta-e-risposta tra chitarra e voce, per poi tornare alla terza strofa ed al finale.